# Aethes mymara
Aethes mymara es una especie de polilla del género Aethes, categorizada en la tribu Cochylini, de la subfamilia Tortricinae.

## Distribución
Se distribuye por Canadá.

## Taxonomía
Fue descrita por Razowski en 1997 y publicada en (Aethes), Acta zool. cracov. 40: 126.